# Сказання про населені місцевості Київської губернії
«Сказання про населені місцевості Київської губернії» — статистичні, історичні та церковні замітки про міста, містечка і села в межах Київської губернії, видані в 1864 році Лаврентієм Похилевичем.

## Рукопис
Перший варіант книги був готовий уже до кінця 1860 року. 10 серпня 1861 року Київський цензурний комітет духовних книг надав дозвіл на друк «Сказань…». Частково збереженим є рукописний примірник «Сказань…», який містить на собі рецензію та помітки Цензурного комітету. На титулі міститься назва та відомості про укладача, які відрізняються від відомих друкованих примірників:

«Київська Губернія і Єпархія в своїх частинах, або Детальний опис міст, містечок, сіл, селищ; їх церков і монастирів, як ті, що нині існують на просторах губернії, так і існуючі в минулий час, з позначенням колишніх і нинішніх власників маєтків, простору їхніх земель та інших подробиць».
 Складено чиновником Київської Духовної Консисторії Лаврентієм Похилевичем.

Частина 2-га

1861 року.

На звороті титулу вміщено відому цитату з літопису Самійла Величка:

…Проходячи Україною, бачив багато міст і замків безлюдних і пустих, вали як гори і пагорби насипані і тільки звірям диким для притулку і проживання придатні…

Далі міститься передмова, підписана ініціалами «Л. П.», позначена Києвом та датована 23 січнем 1864 року. Структура збереженої частини рукопису така:
| Аркуші  | Назва частини рукопису                                                                                  |
| ------- | --- |
| 10—5    | Київський повіт                                                                                         |
| 96—97   | Реєстр найменувань, що знаходяться в цьому зошиті. а)найменування містечок, сіл, селищ, хуторів, урочищ |
| 97—98   | Список осіб, що згадуються в цьому зошиті                                                               |
| 99—163  | Радомисльський повіт                                                                                    |
| 163—164 | Зміст. Імена містечок, сіл і селищ                                                                      |
| 165—213 | Сквирський повіт                                                                                        |
| 214     | Алфавітний список сіл і селищ Сквирського повіту                                                        |
| 214—256 | Бердичівський повіт                                                                                     |
| 257—286 | Липовецький повіт                                                                                       |
| 287—288 | Алфавітний список сіл і селищ Бердичівського і Липовецького повітів                                     |
| 289—315 | Уманський повіт                                                                                         |
| 316—317 | Алфавітний список населених місцевостей в повітах Уманському і Звенигородському                         |
| 318—344 | Звенигородський повіт                                                                                   |
| 345—381 | Таращанський повіт                                                                                      |

Рукопису про поселення Таращанського повіту бракує близько чверті від надрукованого обсягу. Текст закінчується відомостями про село Бурківці. На наступних аркушах (382—390) вміщено фрагмент тексту без початку і кінця, у якому розглядаються погляди різних авторів про українське духівництво XVI—XVII століть і його взаємини з Константинополем і Москвою.
Рукопис містить чимало дописок та виправлень, деякі сторінки повністю або частково перекреслені. На деяких сторінках рукопису збереглися помітки олівцем «Набрано», які свідчать, що саме з нього були набрані гранки та видана книга.
Враховуючи, що в додатках до опублікованого тексту містяться відомості про факти, що відбулися після 1861 року, можна припустити, що затверджений Цензурним комітетом рукопис зазнав певних змін. Зокрема ці зміни відбулися і в назві праці.

## Структура статей
Статті про населені пункти Похилевич намагався викладати за єдиною структурою, а саме:
- географічне положення;
- перекази про походження назви населеного пункту;
- найдавніші документальні відомості та дані про відомі старожитності та археологічні знахідки;
- відомості про події XIV — середини XIX століть (частіше йдеться про події перших козацьких повстань, Хмельниччини і Руїни, гайдамацьких рухів XVIII століття, зокрема Коліївщини 1768 року, польських повстань XIX століття;
- дані про власників зі стародавніх часів до кінця 1850-х років включно; статистика викупу земель селянами після реформи 1861 року, загальна статистика розподілу земель станом на середину XIX століття;
- статистичні відомості про населення XVII—XIX століть;
- відомості про православні храми та інші культові споруди, про визначні архітектурні та фортифікаційні пам'ятки, садово-паркові ансамблі тощо.

До використання краєзнавчої літератури автор ставився критично, тому багато переказів, що пояснювали назву населеного пункту з точки зору народної етимології, не увійшли до книги, оскільки, на думку укладача, вони мали дуже наївний характер.

## Рецензії
Восени 1864 року Лаврентій Похилевич подав клопотання на ім'я Київського військового губернатора, Подільського і Волинського генерал-губернатора Миколи Анненкова у якому він клопотався про заступництво у друкуванні книги. У своєму зверненні він вказував на те, що зібрані ним і поміщені в книзі відомості зменшать роботу багатьох організацій та збережуть значні кошти, які ними витрачаються на проведення подібних досліджень.
31 жовтня генерал-губернатор звернувся до попечителя Київського навчального округу з проханням надати своє судження щодо можливої користі тих вигод, на яких наполягає Похилевич, а в разі позитивного відгуку вказати яке б і в чому цьому твору варто було б зробити заступництво.
Першим відгукнувся на пропозицію попечителя професор Київського університету Микола Бунге. Він вказав, що щодо географічних і статистичних відомостей достовірність матеріалів могла б бути оцінена лише на підставі матеріалів зібраних іншими особами і яких Бунге у своєму розпорядженні не мав. Що ж стосується історичних і філологічних сторін твору, професор відповів, що правильну оцінку може дати Комісія для розбору стародавніх актів та фахівці з філології. Загалом книгу Похилевича він оцінив як дуже поважний твір, що заслуговує уваги.
13 вересня 1865 року відбулося засідання історико-філологічного факультету Київського університету на якому була заслухана і схвалена думка заслуженого професора Олексія Ставровського про твір Похилевича. Професор відзначив, що:

Це є збірка різноманітних даних, які знаходилися в розпорядженні автора. Мета збірки й обґрунтування цих відомостей з одного боку та, щоб зберегти залишки свідчень про склад місцевого побуту, що існував досі, що з кожним роком більш і більш втрачає свій історичний ґрунт, переступається, згладжується і забувається, а з другого боку, щоб, як сам автор пояснює, клопочучись про надання заступництва його виданню, зменшити роботу багатьох наукових організацій, які витрачають на такі дослідження значні гроші. У такий спосіб пан Похилевич пред'являє один сирий матеріал. Ступінь достовірності цього матеріалу обумовлюється тими джерелами, з яким запозичив він, і тими способами, якими автор користувався для збирання його

Сам Похилевич у передмові до книги наводить такі джерела і способи збирання матеріалів до книги:
- інформація селян про минуле своїх сіл, зібрана автором під час подорожей теренами Київської губернії;
- власні розвідки;
- статистичні дані про кількість жителів в різні роки, а також покази про стан парафій і церков отримані з архівних справ Київської консисторії;
- дані про власників і кількість землі, що числяться за ними — з архівів казенної палати і губернського комітету із забезпечення духівництва;
- дані про кількість землі, придбаної у власність селянами на підставі царського маніфесту від 19 лютого 1861 року — із журналів губернської присутності у селянських справах, що друкувались «Киевскими губернскими ведомостями»;
- нотатки про деякі дворянські роди та про перехід маєтків — з оповідей жителів, записаних священиками, від яких різні вітчизняні наукові заклади через посередництво єпархіального начальства отримували відписи на відповідні запити.

У разі відсутності друкованих звісток з історії того чи іншого села автор вказував їх минуле на підставі збережених мешканцями переказів.
Ставровський вказав, що дані, які наводить Похилевич, заслуговують великої довіри, принаймні, вони складені точніше, ніж ті, що надаються офіційними особами виданню «Матеріалів для географії і статистики Росії». Професор зазначив, що цим виданням Київська губернія придбала таку докладну для себе монографію, яких не має жодна з інших губерній. Претензії, які висува рецензент, стосувалися більше форми ніж змісту твору. У підсумку Ставровський рекомендував надати Похилевичу належне заступництво і допомогу з боку уряду щодо друку «Сказаній…».
Хоча відповідь попечителя Київського навчального округу на прохання генерал-губернатора була відправлена лише 23 жовтня 1865 року, книга вже була надрукована.

## Недоліки
У Похилевича не характерні чіткі посилання на використану літературу та джерела. Ті ж посилання, що містяться в тексті, мають доволі вільну форму і часто носять вторинний, а то і третинний характер. Крім того, великі обсяги проєкту не дозволили йому критично підійти до всього матеріалу. В «Сказаннях…» трапляються помилки. Наприклад графиня Олександра Василівна Браницька названа дружиною, а не матір'ю графа Владислава Ксаверійовича Браницького.
Гранки книги були погано, або зовсім не вичитані. Про це свідчать друкарські помилки. Деякі з них протягом наступного сторіччя набули певної історичної ваги. Так битва на річці Роток між військами Великого князівства Литовського і татарами перенесена з 1511 року на 1311 рік. Згодом ця помилка з'явилась в деяких дисертаціях і краєзнавчих публікаціях.

## Значення
Матеріали «Сказань…» були використані для «Słownika geograficznego Królestwa Polskiego i innych krajów słowiańskich».
Майже через сто років радянська історіографія віднесла книгу Л. Похилевича до праць, що мають «деяке довідкове значення».
Багатотомна «Історія міст і сіл Української РСР» не применшує значення «Сказаннь…», а лише доповнює цю працю історією сторіччя, яке пройшло після її друку.